# João Appolinário
João Appolinário (São Caetano do Sul, 1960) é presidente, proprietário e fundador da Polishop. É conhecido como o "homem da tevê" ou o "rei da TV do Brasil" por ser o maior anunciante da televisão brasileira. Sua empresa anuncia mais de 140 horas em infomerciais diários, distribuídos em diversos canais de tevê e em seu próprio canal Polishop TV.
João Appolinário é um dos "tubarões" (empresários investidores) do reality show Shark Tank Brasil – Negociando com Tubarões, que estreou no dia 13 de outubro de 2016 no Canal Sony.
A fortuna de Appolinário não é certa, mas estima-se que seja cerca de R$ 2 bilhões, já que o faturamento estimado de sua principal empresa é de R$ 1 bilhão por ano.

## História
Apolinário viveu foi em São Caetano até os 6 anos de idade, quando sua família mudou-se para São Paulo. Seu pai fez a aquisição de um grande terreno atrás de sua casa onde construiu um prédio de 6 andares e  iniciou uma concessionária.
João Apolinário começou a empreender muito cedo, seguindo o exemplo do pai. Ele investiu, no ínicio, em um ringue de patinação na cidade de Guarujá, que conhecia por passar férias durante sua infância e era uma moda na época, mas acabou sendo um fracasso.  Além disso, investiu em uma confecção de um primo que precisava de dinheiro. Como os negócios não foram para frente, decidiu trabalhar com o pai na concessionária de automóveis.
Após alguns anos de experiência no negócio da família, ele decidiu ir para o exterior. Em seu regresso ao Brasil, decidiu vender um produto para emagrecimento,  o Seven Day Diet. Apesar de especialistas e investidores dizerem que o produto era caro para o mercado brasileiro, ele decidiu vendê-lo por televisão e telefone e, três anos depois do lançamento, havia vendido centenas de milhares de kits de emagrecimento. O dinheiro desse empreendimento foi investido na fundação da Polishop.